# Richard Taruskin

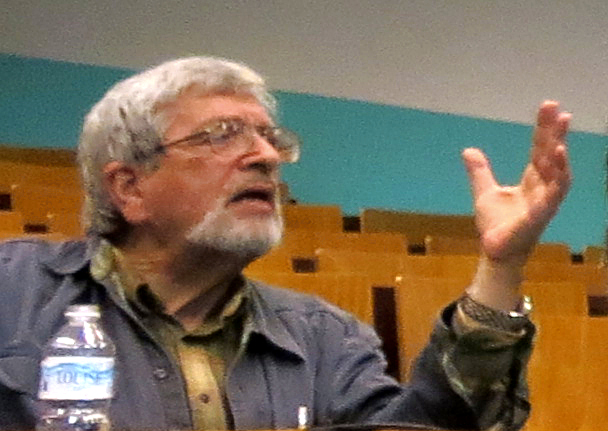
Richard Taruskin (2014)

Richard Taruskin (* 2. April 1945 in Queens, New York City; † 1. Juli 2022 in Oakland, Kalifornien) war ein US-amerikanischer Musikwissenschaftler, Musikkritiker und Musikhistoriker.

## Werdegang
Taruskin, der Sohn einer Klavierlehrerin und eines Amateurgeigers, erlernte das Cellospiel, besuchte die High School of Music and Art in New York und studierte Russisch, Musikwissenschaft und Musikgeschichte an der Columbia University mit dem Bachelor-Abschluss 1965 (magna cum laude), dem Master-Abschluss 1968 und der Promotion 1976. Danach lehrte er als Professor an der Columbia University. 
Er spielte in Ensembles für frühe Musik, so von Ende der 1970er bis in die 1980er Jahre Viola da gamba im Aulos Ensemble. Außerdem wirkte er als Chorleiter, 1968 bis 1973 am Columbia University Collegium Musicum und 1975 bis 1983 im Chor Capella nova. 1986 wurde er Professor an der University of California, Berkeley.
Mit seinen Gruppen für frühe Musik nahm er mehrere Platten auf und gab Renaissance-Musik im Verlag Ogni Sorte heraus, darunter kritische Ausgaben von Antoine Busnoys, den er als Begründer der L’homme-armé-Tradition ausmachte, und William Lawes. Er trat außerdem als Kritiker von seines Erachtens zu dogmatischen Tendenzen der historischen Aufführungspraxis hervor.
Er ist insbesondere für Veröffentlichungen zur klassischen Musik in Russland bekannt, zum Beispiel das Verhältnis von Igor Strawinsky zur russischen Folklore und über Modest Mussorgski. Er veröffentlichte regelmäßig als Musikkritiker in The New York Times und The New Republic, und Aufsätze von ihm wurden im Sammelband Text and Act veröffentlicht, weitere in The Danger of Music and Other Anti-Utopian Essays und in On Russian Music.
1978 erhielt er den Noah Greenberg Prize, 1980 den Alfred Einstein Award, 1987 die Dent Medal. Sein Buch über Strawinsky erhielt 1997 den Kinkeldey-Preis. Er war ab 1998 Mitglied der American Philosophical Society. 2017 erhielt er den Kyoto-Preis.
Richard Taruskin starb am 1. Juli 2022 im Alter von 77 Jahren in einem Krankenhaus in Oakland an den Folgen von Speiseröhrenkrebs.

## Werke
- Opera and Drama in Russia: As Preached and Practiced in the 1860s. University of Missouri Press, 1981, ISBN 978-0-8357-1245-3. Neuauflage University of Rochester Press, 1993
- Herausgeber mit P. Weiss: Music in the Western World: A History in Documents. Schirmer, 1984, ISBN 978-0-02-872900-8. 2. Auflage Thomson/Schirmer, 2008
- Musorgsky: Eight Essays and an Epilogue. Princeton University Press, 1993, ISBN 978-0-691-01623-8
- Text and Act. Oxford University Press, 1995, ISBN 978-0-19-535743-1
- Stravinsky and the Russian Traditions: A Biography of the Works through Mavra. 2 Bände, University of California Press, 1996, ISBN 978-0-520-07099-8
- Defining Russia Musically: Historical and Hermeneutical essays. Princeton University Press, 1997, ISBN 978-0-691-01156-1
- Herausgeber: Oxford History of Western Music, 6 Bände, Oxford University Press, 2005, 2009, ISBN 0-19-516979-4. 2. Auflage in 5 Bänden 2010
- The Danger of Music: And Other Anti-Utopian Essays. University of California Press, 2008, ISBN 978-0-520-26805-0
- On Russian Music. University of California Press, 2008, ISBN 978-0-520-26806-7
- Russian Music at Home and Abroad: New Essays. University of California Press, 2016, ISBN 978-0-520-28809-6
- Cursed Question: On Music and Its Social Practices. University of California Press, 2020, ISBN 978-0-520-34429-7